# Пінжанка
Пінжа́нка (рос. Пинжанка) — річка в Удмуртії (Кізнерський та Вавозький райони), Росія, ліва притока Килту.
Довжина річки становить 14 км. Бере початок за 4 км на південний схід від присілку Руська Коса Кізнерського району, впадає до Килту у присілку Кочежгурт]. Напрям річки на північний схід. Через річку збудовано мости, оскільки її береги густо заселені. Приймає декілька дрібних приток. Береги місцями заліснені.
Над річкою розташовані населені пункти:
- Кізнерський район — Гибдан
- Вавозький район — Берлуд, Кочежгурт